# ロストウェイヴ
ロストウェイヴ(英語: Lostwave)とは起源や曲名、作曲者が不明な曲を説明するために使用されるネット上の用語である。この単語は2019年にReddit上でインターネット上で最も不思議な曲を捜索していたネットユーザー達が、Everyone Knows That (Ulterior Motives)等他の出所不明の曲の捜索を行っていた際に作られた。ロストウェイブに該当する曲の大半は、1980年代から1990年代を中心としたインターネットが普及する以前に作成されたものと思われるが、それ以外の年代の曲に対しても使用されている。この単語は英語で失われた事を意味する"lost"と「ニュー・ウェイヴ」や「コールド・ウェイヴ」、「ヴェイパーウェイヴ」などの"wave"のかばん語である。

## 例

### インターネット上で最も不思議な曲
インターネット上で最も不思議な曲と呼ばれることになった曲はDarius S.というユーザーにより録音された。彼は西ドイツ（当時）の公共放送だった北ドイツ放送のラジオで流れていた曲を録音した。 録音された音源はXTCやザ・キュアーなどの他のバンドの曲と共にカセットテープへと録音された。これらの曲のキレイなコピーを確保する為、DJのトークなどは一切編集で消された事がこの曲の本来のタイトル及び正確な放送日が不明になった原因と考えられている。
この曲は2004年と2007年にネット上に初めてアップロードされたがこの時は注目を集めなかった。2019年になってガブリエル・ダ・シルバ・ヴィエイラというブラジル人ティーンエイジャーがこの曲のことをスペインの独立系レーベルであるデッド・ワックス・レコードのニコラス・ズニーガから知ったことから彼は曲の一部をYouTubeや様々なRedditの音楽関係の板にアップロードし、最終的にr/TheMysteriousSong板を創設した。
2019年5月27日、オーストラリアの音楽ニュースサイトTone Deafがこの曲に関する最古の記事を書き、執筆者のタイラー・ジェンクは捜索の初期の段階について触れ、2013年に行われたヨハン・リンデルの「On the Roof」の捜索と類似していることを挙げた。
また同年にはDJのポール・バスカヴィルがこの曲との関連が疑われた。バスカヴィルは当時の自身の番組であった「Musik für junge Leute」("若者の為の音楽") で1982年から1984年の間に流した音楽の中に後に「インターネット上で最も不思議な曲」と呼ばれることになる正体不明のニュー・ウェイヴの楽曲が含まれていたのではないかと疑われた。彼は1回だけNDRの司会者がこの音楽を流し、音源を捨てたのではないかと考察し、最終的にバスカヴィル説は否定された。
2024年11月4日、ドイツのグループFEXの「Subways of Your Mind」という曲であることがRedditのユーザーにより発表された。

### Everyone Knows That (Ulterior Motives)
2021年にcarl92というユーザーが1999年に録音したという17秒ほどの長さの粗いサンプルをWatZatSongというサイトにアップロードした。それ以来、ロクセット（一部のユーザーは2016年に発売されたGood Karmaというアルバムのタイトルソングがこの曲を再編集したのではないかという説を提唱している）やサヴェージ・ガーデンとそのボーカルのダレン・ヘイズなど、様々な説が提唱されている。
このサベッジ・ガーデン/ダレン・ヘイズ説は2023年に入り一気に話題になった。この曲を分析したあるYouTuberがこのバンドが1997年に発表したTo the Moon and Backとよく似ているのではないかと主張し、この曲が彼らのデモではないかと主張した。2023年11月17日になり、ヘイズ本人が自身のXに 「Everyone Knows That」とのみ記したポストを貼った事により、彼こそが歌い手の正体ではないか、そしてそれの発表が近いのではないかという考察が広まった。
またこの曲には生成AIが使用されたのではないかという疑惑も出ていたが、この曲が世に出たのがChatGPTなどのツールが普及する前の2021年である事や、他のユーザーによりAIを使用した他の曲をサンプリングなどを用いた追加の部分の作成を試みた所最初の17秒とは全く違う曲が出来上がってしまう事が多い為AI説はすぐ否定された。
そして、2024年4月に、1986年公開のポルノ映画「Angels of Passion」で使用されたクリストファー・セイント・ブースとフィリップ・エイドリアン・ブースによる楽曲「Ulterior Motives」であることが判明し、フルバージョンがYouTube上にアップされた。

### Stay (The Second Time Around)
2002年にRené Mというユーザーが1986年にドイツのラジオから録音した音源の一部を、「Stay」という仮タイトルをつけて自身のウェブサイトにアップロードした。2004年にはより長い1分27秒の音源がアップロードされた。
2013年にラジオでこの件が取り上げられたのち、曲名を知っていたリスナーからの連絡によって、スウェーデンの俳優兼歌手、その後は画家として活動しているヨハン・リンデルによる楽曲「On The Roof」であることが判明した。

### La Canción de Alicia (Under The Stars)
2021年にJitomate Tristeというユーザーが1分5秒ほどの映像をFacebookにアップロードし曲名を質問した。録音元や日時などの詳細は記載されておらず、曲名が判明するまで不明だった。この投稿は注目されずに削除されたが、映像を保存していたユーザーの友人によって再投稿され注目を集めた。
その後、ボーカルの訛りや作風が似ているチリのバンドGin & Tonicによる楽曲だという説が出たがメンバーによって否定された。メンバーの一人はこの曲のカバーを制作し、捜索をより広めようとした。
2024年5月、バンドメンバーの知人によってペルーのバンドBad Influenceによる楽曲「Dreams 4ever」であることが判明した。判明した時点でフルのライブバージョンが発見されており、数日後には元の投稿と同じ音源のフルバージョンがYouTube上にアップされた。